# Talbot (chien)
Pour les articles homonymes, voir Talbot (homonymie).
Le talbot est une race de chien d'origine française ou belge aujourd'hui éteinte. C’était une race au pelage presque entièrement blanc, lente, à la gorge profonde, proche du chien de Saint-Hubert (dont il est peut-être le descendant).
Selon la légende, c'est au XIe siècle que Guillaume le Conquérant amène le talbot en Grande-Bretagne. Un croisement avec des lévrier anglais (Greyhound), effectué dans le but d'accroître leur vitesse, donne naissance au chien courant du Sud (southern hound) dont on pense qu’il est un ancêtre du beagle ; il est possible que le chien courant du Nord (north country beagle) soit lui aussi issu d'un tel croisement.
Le blason du bourg de Sudbury dans le Suffolk au Royaume-Uni représente un talbot assis à la langue pendue. En héraldique, le terme « talbot » désigne en anglais le « chien à queue retroussée », un chien de chasse aux bonnes manières.
"Le nom Talbot, qui fut porté entre autres par un grand capitaine britannique, désignait initialement un chien d'arrêt, chien de chasse introduit en Grande-Bretagne. Ce mot normand est formé de deux éléments d'origine germanique tal ("taler, meurtrir" et bot "attaquer, pousser, bouter"). Il est devenu surnom aristocratique, puis nom de famille, dans le royaume anglo-normand. Il n'est pas étonnant de le retrouver dans tout le massif Armoricain. En Poitou le mot a fini par désigner la pièce de bois suspendue au cou des chiens pour les empêcher de divaguer dans les blés. En Bretagne, l'homophonie avec tal et bod est fortuite mais a pu aider à la conservation du nom.